# اغجیوان

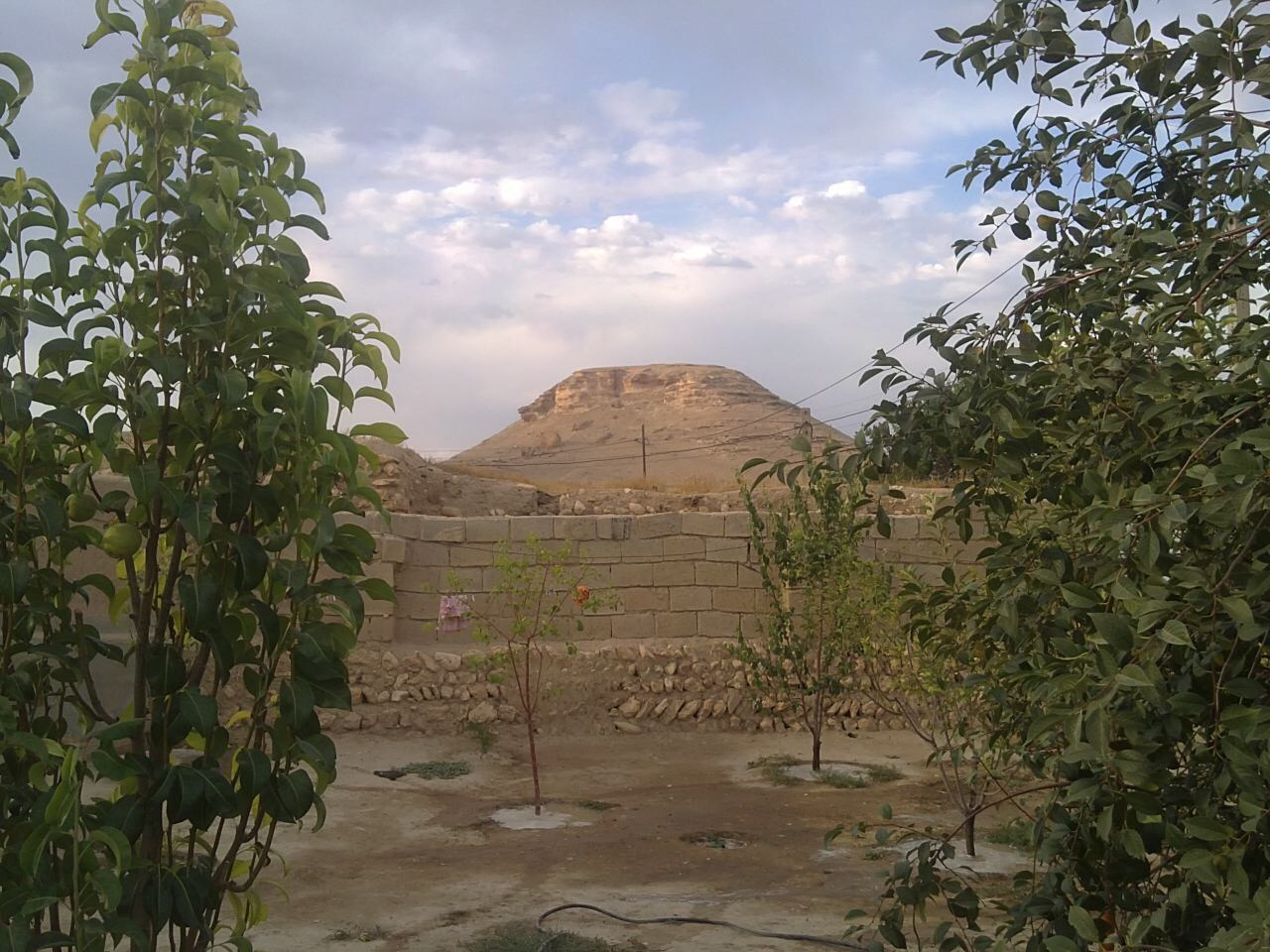
شهرستان بوکان در ایران

اغجیوان، روستایی از توابع بخش سیمینه شهرستان بوکان در استان آذربایجان غربی ایران است.
روستای آغجیوان از توابع بخش سیمینه دهستان بهی دهبکری شهرستان بوکان استان آذربایجان غربی بوده که ۱۵ کیلومتر با مرکز دهستان و ۴۰ کیلومتر با شهرستان و ۶۵ کیلومتر با بخش فاصله دارد.

## جمعیت
این روستا در دهستان بهی دهبکری قرار دارد و براساس سرشماری مرکز آمار ایران در سال ۱۳۹۵، جمعیت آن ۶۱۶نفر (۱۹۱خانوار) بوده‌است.